# 烏巴河
50°16′58″N 81°41′47″E / 50.2829°N 81.6963°E

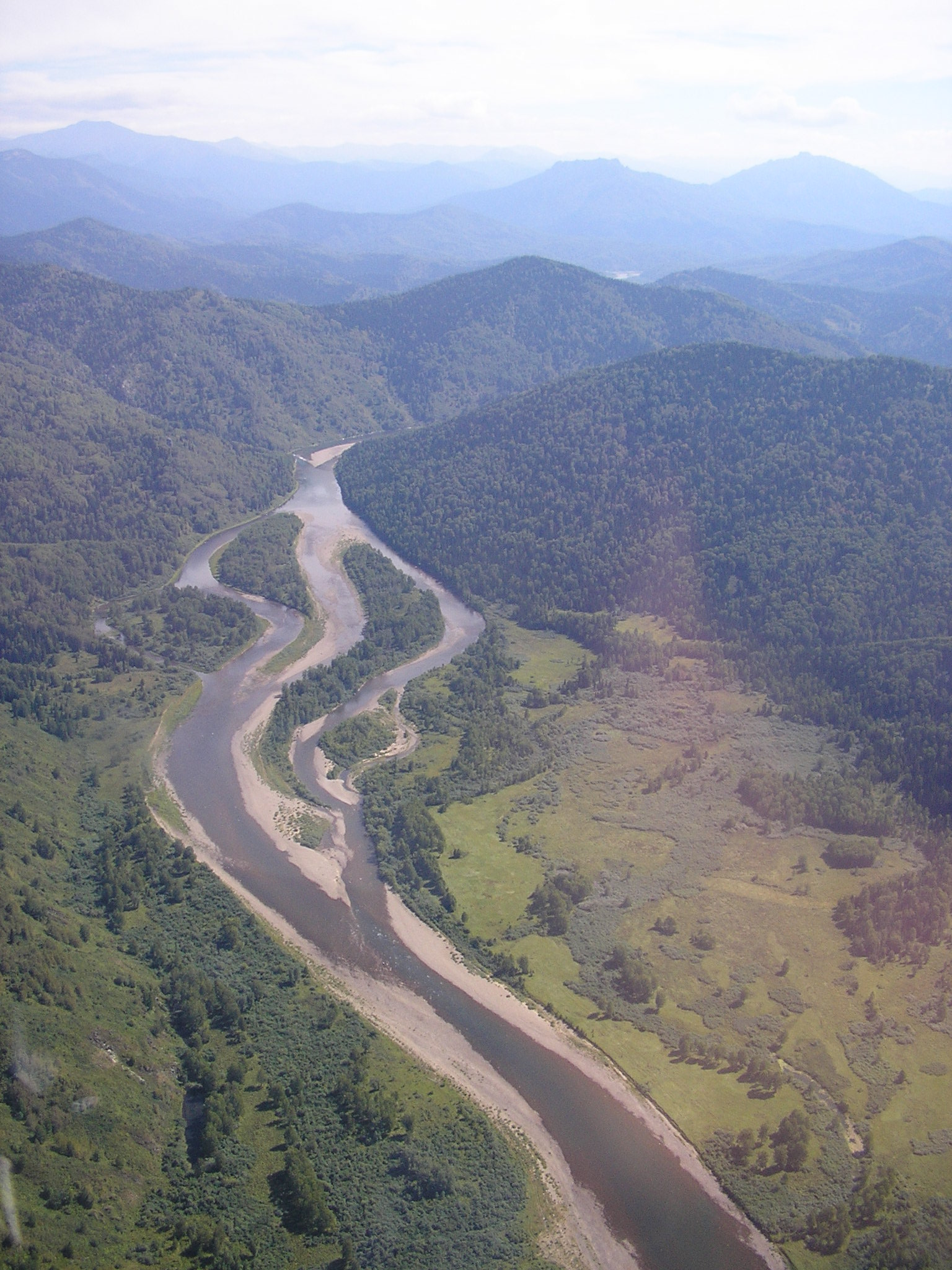

烏巴河是哈薩克斯坦的河流，位於該國東部，屬於額爾濟斯河的右支流，流經東哈薩克斯坦州，河道全長278公里，流域面積9,850平方公里。

## 外部連結
- https://visitkazakhstan.kz/en/about/55/ （页面存档备份，存于）
- http://worldcat.org/oclc/994640407
- Уба （页面存档备份，存于）, Great Soviet Encyclopedia